# Andrea III d'Ungheria
Andrea III detto il Veneziano (in ungherese III. Velencei András, in croato Andrija III. Mlečanin, in slovacco Ondrej III.; Venezia, 1265 circa – Buda, 14 gennaio 1301) fu re d'Ungheria e di Croazia dal 1290 al 1301.
Suo padre Stefano era il figlio postumo di Andrea II d'Ungheria, sebbene i fratellastri maggiori del neonato lo avessero sempre considerato un figlio illegittimo. Andrea crebbe a Venezia con sua madre Tomasina Morosini e arrivò per la prima volta in Ungheria su invito di un aristocratico ribelle, Ivan Kőszegi, nel 1278. Quest'ultimo cercò di aizzare Andrea contro Ladislao IV d'Ungheria, ma la congiura fallì e Andrea tornò a Venezia.
Essendo l'ultimo membro di sesso maschile della dinastia degli Arpadi, Andrea fu eletto re dopo la morte del re Ladislao IV nel 1290. Fu il primo monarca ungherese a concedere un diploma di incoronazione che confermava i privilegi dei nobili e del clero. Almeno tre pretendenti, ovvero Alberto I d'Asburgo, Maria d'Ungheria e un avventuriero, contestarono la sua pretesa al trono. Andrea scacciò l'avventuriero dall'Ungheria e costrinse Alberto d'Asburgo a concludere una pace nel giro un anno, ma Maria d'Ungheria e i suoi discendenti non rinunciarono alle loro pretese. I vescovi ungheresi e la famiglia materna di Andrea di Venezia rimasero i suoi principali sostenitori, ma i più importanti nobili croati e della Slavonia erano contrari al suo governo.
L'Ungheria si trovava in uno stato di costante anarchia durante il regno di Andrea. La famiglia dei Kőszegi, degli Csák e altre potenti discendenze amministravano in maniera autonoma i loro domini, sollevandosi quasi ogni anno in aperta ribellione contro Andrea. Con la morte del sovrano, si estinse la dinastia degli Arpadi, rimasta al potere nel regno magiaro per secoli. Ne seguì una guerra civile che durò più di due decenni e si concluse con la vittoria del nipote di Maria d'Ungheria, Carlo Roberto d'Angiò.

## Biografia

### Primi anni
Andrea nacque in data incerta nel 1265 dal principe ungherese Stefano il Postumo, autoproclamatosi duca di Slavonia, e dalla sua seconda moglie Tomasina Morosini. Il padre era figlio di Andrea II d'Ungheria e di Beatrice d'Este, ma, essendo nato dopo la morte del re, la sua legittimità venne contestata dai fratelli Béla IV e Colomanno, i quali accusarono Beatrice di adulterio. La madre di Andrea era invece figlia del ricco patrizio veneziano Michele Morosini.
La data di nascita esatta del giovane risulta sconosciuta. Secondo gli storici Tibor Almási, Gyula Kristó e Attila Zsoldos, egli nacque nel 1265 circa. Nel 1272 Stefano, prima di morire, nominò tutori del figlio due fratelli di Tomasina, tra cui Albertino Morosini che da allora in avanti curò gli interessi patrimoniali del ragazzo, inclusa una causa intentata il 13 ottobre 1281 a Ravenna per il recupero dell'eredità di Traversara, figlia di Guglielmo Traversari e prima moglie di Stefano.

### Pretendente al trono
Andrea si recò per la prima volta in Ungheria nel 1278 su invito del potente nobile Ivan Kőszegi. Quest'ultimo intendeva servirsene contro Ladislao IV. Andrea, in qualità di unico maschio della famiglia oltre al re, assunse il titolo di duca di Slavonia, Dalmazia e Croazia e marciò fino al lago Balaton. Tuttavia Andrea non conseguì alcun successo e nell'autunno rientrò a Venezia.
A causa del crescente potere dei nobili ungheresi e dell'indebolimento del potere centrale, dopo la scomunica del re Ladislao IV, l'Ungheria all'inizio del 1290 si trovò in completa anarchia.
Andrea ritornò nel paese su sollecito di Lodomerio, arcivescovo di Esztergom, che intendeva detronizzare Ladislao IV con l'aiuto di Ivan Kőszegi.
Tuttavia Andrea fu catturato da Arnoldo III Hahót nella fortezza di Štrigova e inviato a Vienna, dove Alberto I d'Asburgo, Duca d'Austria, lo tenne prigioniero.

### Regno

#### Ascesa al trono

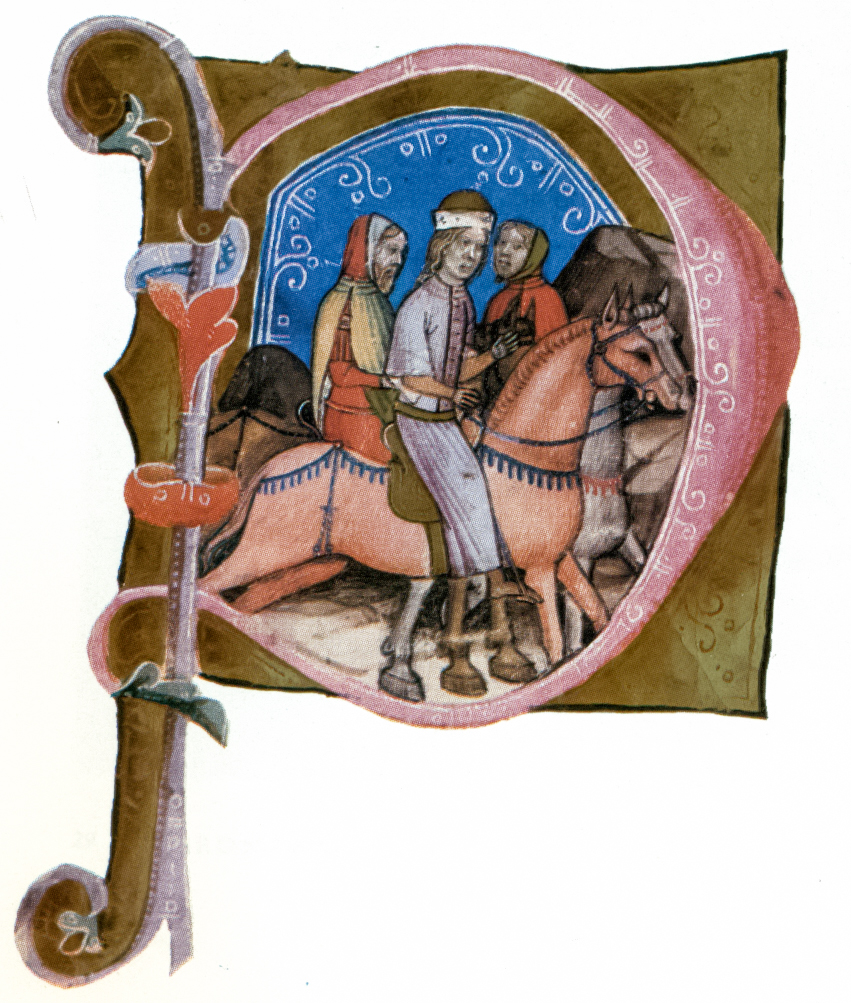
Andrea viene condotto in Ungheria da Venezia per combattere contro Ladislao il Cumano. Miniatura tratta dalla Chronica Picta)

L'assassinio di Ladislao IV il 10 luglio da parte di tre Cumani diede comunque il pretesto all'arcivescovo Lodomerio per inviare due monaci a Vienna per informare Andrea della morte del re. Col loro aiuto, Andrea lasciò la prigione sotto mentite spoglie e raggiunse l'Ungheria per ricevere la corona di Santo Stefano. Al suo arrivo, i suoi oppositori tentarono di corrompere il prevosto del capitolo di Székesfehérvár, Teodoro Tengerdi a non procedere con l'incoronazione, ma il rifiuto di questi consentì ad Andrea di essere acclamato re il 23 luglio. La nobiltà e il clero giurarono lealtà al nuovo sovrano solo dopo che Andrea emise un editto promettendo la restaurazione della pace interna e il rispetto dei privilegi. Egli nominò quindi ai più alti uffici i più potenti tra i nobili, i quali per anni avevano amministrato i propri possedimenti indipendentemente dal monarca. Amedeo Aba, che dominava la porzione nordorientale del regno, venne elevato al ruolo di palatino; al contempo Ivan Kőszegi, signore delle parti occidentali della regione transdanubiana, divenne tesoriere e Rolando Borsa rimase voivoda di Transilvania. Il nuovo re tenne quindi una dieta prima del 1º settembre per mettere fine all'anarchia, ordinando a «prelati, baroni e nobili» la distruzione dei castelli eretti senza il consenso della corona e la restituzione dei possedimenti che erano stati illegittimamente sottratti ai legittimi proprietari. Andrea promise quindi di tenere una dieta annuale durante il suo regno.

#### Consolidamento contro le minacce esterne

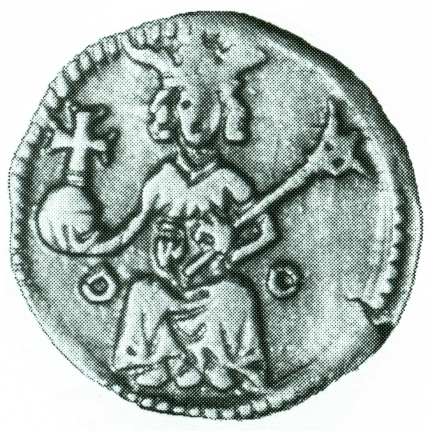
Denario di Andrea III

Andrea dovette presto guardarsi da Rodolfo I d'Asburgo, imperatore del Sacro Romano Impero, il quale pretese il trono d'Ungheria col pretesto che, essendo morto Ladislao IV senza figli ed essendo illegittima la pretesa di Andrea di discendere dagli Arpadi, il giuramento di fedeltà fatto da Béla IV a Federico II di Svevia durante l'invasione mongola dell'Europa avrebbe reso il paese in una condizione di vassallaggio. Sebbene papa Innocenzo IV avesse sollevato Béla dal giuramento, l'imperatore tentò di rivendicare, il 31 agosto 1290, l'Ungheria per il proprio figlio Alberto d'Austria. Nel frattempo anche un avventuriero proveniente dalla Polonia spacciatosi per Andrea di Slavonia, il fratello più giovane di Ladislao, tentò di usurpare il trono. Egli venne tuttavia ricacciato in breve da dove era giunto, finendo poi assassinato.
Nel frattempo Andrea sposò la sua prima moglie alla fine del 1290, Fenenna di Cuiavia, figlia di Ziemomysł. All'inizio del 1291 il re tenne a Gran Varadino un'assemblea generale dei baroni dei cinque comitati ad oriente del Tibisco (Bihar, Kraszna, Szabolcs, Szatmár e Szolnok) per accusare un aristocratico di nome Stefano Balogsemjén, sostenitore del defunto Ladislao, di alto tradimento. Da qui si recò ad Alba Iulia, dove, tra febbraio e marzo, emise dei decreti per imporre le decisioni della dieta dell'anno precedente all'assemblea dei nobili Sassoni, Siculi e Romeni. Durante tale periodo, sostituì Amadeo Aba con Ivan Kőszegi come palatino.
Nell'aprile dello stesso anno fu la volta della regina di Napoli, Maria d'Ungheria, sorella di Ladislao e moglie di Carlo II d'Angiò, reclamare il trono per il figlio, Carlo Martello e i Babonić, i Frangipane, i Šubić e altre importanti famiglie della Slavonia e della Croazia passarono dalla sua parte. Andrea invase poi l'Austria, forzando Alberto a ritirarsi dalle città e fortezze, quali Presburgo e Sopron, che aveva occupato in precedenza. Il 26 agosto la pace di Hainburg pose fine alle pretese di Alberto, il quale, tre giorni dopo, si incontrò con Andrea a Kittsee. Il trattato prescrisse la distruzione delle fortezze riconquistate, cosa che causò l'aperta ribellione dei Kőszegi, ai quali erano appartenute in precedenza, andando ad infoltire le file dei sostenitori di Carlo d'Angiò. Andrea riuscì a soffocare la ribellione entro luglio, ma venne quindi catturato e imprigionato dai Kőszegi durante il suo rientro in Slavonia. Il re fu liberato solo dopo quattro mesi, quando i suoi sostenitori acconsentirono a mandare ostaggi ai Kőszegi in cambio del sovrano.
Nel 1293 Andrea chiese alla madre Tomasina di raggiungerlo in Ungheria in qualità di regina madre, assegnandole l'amministrazione di Croazia, Dalmazia e Slavonia e consentendo quindi, grazie a lei, di riportare sotto controllo della corona le famiglie e le città ribelli. A febbraio dello stesso anno visitò quindi il nord dell'Ungheria e ordinò la revisione delle terre date in concessione. Quindi, dopo essere tornato a Buda restaurò Amedeo Alba nella sua condizione di palatino e organizzò, in agosto il matrimonio tra sua cugina Costanza Morosini e Vladislav di Serbia, figlio di Stefan II Dragutin, che aveva sostenuto in precedenza gli Angiò.
Nel 1294 Andrea tenne un'assemblea generale per mettere fuorilegge Rolando Borsa, il quale il 23 maggio aveva assediato e conquistato Finiș al vescovo di Gran Varadino, Benedetto. Il sovrano attaccò quindi la fortezza dei Borsa ad Adorján e la prese di mira per tre mesi, espugnandola. Andrea sostituì quindi Rolando Borsa con Ladislao III Kán come voivoda della Transilvania, consentendo tuttavia a questi di mantenere i propri domini ad est del Tibisco. L'anno successivo Paolo I di Bribir si rivoltò ancora in favore di Carlo Martello, ma quando questi morì in agosto, le sollevazioni ebbero termine.

#### Nuove rivolte e ultimi anni

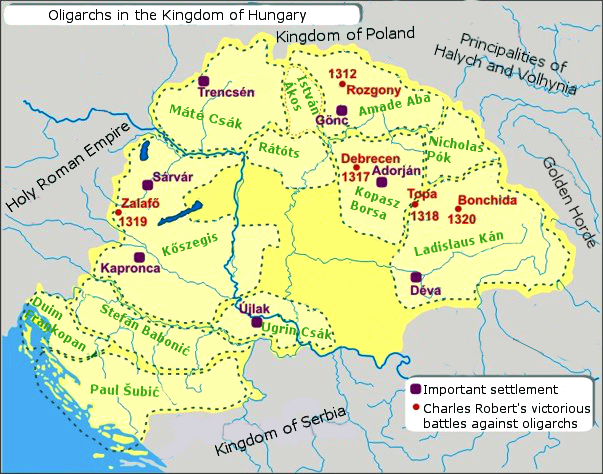
I comitati governati dagli "Oligarchi" all'inizio del XIV secolo

Rimasto vedovo nel 1295, Andrea visitò Vienna dove concordò il matrimonio con Agnese figlia del duca Alberto (che si tenne poi effettivamente nel 1297). Questo provocò una nuova ribellione dei Kőszegi e questa volta Andrea dichiarò loro guerra, ottenendo che venissero scomunicati dall'arcivescovo Lodomerio. A quel punto re e il duca Alberto assediarono Kőszeg, senza tuttavia riuscire ad assumerne il controllo.
Nel 1297 fu la volta di Matteo III Csák, che il re aveva appena nominato palatino l'anno prima, a insorgere. In quello stesso periodo Lodomerio spirò, facendo mancare il proprio essenziale supporto al re, mentre anche i riferimenti alle attività della regina madre Tommasina scompaiono dalle fonti. Nei primi giorni del febbraio 1298, Andrea visitò ancora una volta Vienna, promettendo supporto al suocero contro il re di Germania Adolfo di Nassau. Sostenuto dalle truppe ausiliarie ungheresi, Alberto sconfisse quindi Adolfo il 2 luglio nella battaglia di Göllheim. Nell'estate si tenne una nuova assemblea di nobili, prelati, Sassoni, Siculi e Cumani a Pest. Nel corso dell'assemblea si accusò il «lassismo di sua maestà», impegnando ancora una volta Andrea a distruggere le fortezze edificate senza permesso e ordinando di punire coloro che si erano appropriati di terre con la forza e minacciando a sua volta il sovrano di scomunica se non avesse applicato tali decisioni.
In tale circostanza Andrea nominò suo zio Albertino Morosini, duca di Slavonia, indicandolo pertanto come suo potenziale erede e, dopo l'assemblea, formò un'alleanza formale con le famiglie di Amadeo Aba, Stefano Ákos, Domenico II Rátót, Demetrio Balassa e Paolo Szécs, che si impegnarono a sostenerlo contro il papa e i vescovi. L'amministratore apostolico e arcivescovo eletto di Esztergom Gergely Bicskei proibì quindi al clero di partecipare alla nuova dieta che si tenne nel 1299, ma i prelati si rifiutarono di obbedirgli ed il re privò l'arcivescovo del rango di conte.
Nel 1300 un gruppo di nobili che includeva tra gli altri i Šubić, i Kőszegi e gli Csák sollecitò Carlo II di Napoli a inviare il nipote, il dodicenne Caroberto in Ungheria per divenire re. Il ragazzo giunse quindi in agosto a Spalato, dove ricevette l'omaggio della maggior parte delle città croate e slavone e di tutte quelle dalmate, ad eccezione di Traù. Riconosciuto quindi re, marciò su Zagabria. Andrea, tuttavia, riuscì a riconciliarsi coi Kőszegi e Matteo Csák, bloccando l'iniziativa di Carlo Roberto e di suo zio Carlo II. Gli inviati ungheresi alla Santa Sede, inoltre, trovarono sostegno in papa Bonifacio VIII.

### Morte
Cagionevole già da un po' di tempo, Andrea stava per catturare il suo oppositore quando morì al castello di Buda il 14 gennaio 1301, poco dopo la regina madre Tommasina che si sospettò essere stata avvelenata. Andrea venne seppellito nella chiesa dei Francescani, lasciando il trono senza eredi maschi ed estinguendo così la dinastia degli Arpadi, che aveva governato dal lontano 907. 
Dopo la sua morte il regno ungherese si trovò in un interregno, dove Ottone III di Baviera, il futuro Venceslao III di Boemia e Carlo Roberto d'Angiò, furono proclamati re da tre differenti fazioni della nobiltà ungherese. Alla fine fu la dinastia angioina a consolidare il potere e Carlo Roberto d'Angiò, figlio di Carlo Martello d'Angiò, fu riconosciuto come unico re.

## Ascendenza
|                       |   |                       | Genitori             |  |  | Nonni |  |  | Bisnonni            |  |  | Trisnonni          |  |
|                       |   |                       |                      |  |  |       |  |  | Béla III d'Ungheria |  |  | Géza II d'Ungheria |  |
|                       |   |                       |                      |  |  |       |  |  | Béla III d'Ungheria |  |  | Géza II d'Ungheria |  |
|                       |   | Eufrosina di Kiev     |                      |  |  |       |  |  | Béla III d'Ungheria |  |  |                    |  |
| Andrea II d'Ungheria  |   |                       |                      |  |  |       |  |  | Béla III d'Ungheria |  |  |                    |  |
|                       |   | Agnese d'Antiochia    | Rinaldo di Châtillon |  |  |       |  |  |                     |  |  |                    |  |
|                       |   | Agnese d'Antiochia    | Rinaldo di Châtillon |  |  |       |  |  |                     |  |  |                    |  |
|                       |   | Agnese d'Antiochia    | Costanza d'Antiochia |  |  |       |  |  |                     |  |  |                    |  |
| Stefano il Postumo    |   | Agnese d'Antiochia    |                      |  |  |       |  |  |                     |  |  |                    |  |
|                       |   | Aldobrandino I d'Este | Azzo VI d'Este       |  |  |       |  |  |                     |  |  |                    |  |
|                       |   | Aldobrandino I d'Este | Azzo VI d'Este       |  |  |       |  |  |                     |  |  |                    |  |
|                       |   | Aldobrandino I d'Este | (Sofia) Aldobrandini |  |  |       |  |  |                     |  |  |                    |  |
| Beatrice d'Este       |   | Aldobrandino I d'Este |                      |  |  |       |  |  |                     |  |  |                    |  |
|                       |   | …                     | …                    |  |  |       |  |  |                     |  |  |                    |  |
|                       |   | …                     | …                    |  |  |       |  |  |                     |  |  |                    |  |
|                       |   | …                     | …                    |  |  |       |  |  |                     |  |  |                    |  |
| Andrea III d'Ungheria |   | …                     |                      |  |  |       |  |  |                     |  |  |                    |  |
|                       | … | …                     |                      |  |  |       |  |  |                     |  |  |                    |  |
|                       | … | …                     |                      |  |  |       |  |  |                     |  |  |                    |  |
|                       | … | …                     |                      |  |  |       |  |  |                     |  |  |                    |  |
| Andrea Morosini       | … |                       |                      |  |  |       |  |  |                     |  |  |                    |  |
|                       |   | …                     | …                    |  |  |       |  |  |                     |  |  |                    |  |
|                       |   | …                     | …                    |  |  |       |  |  |                     |  |  |                    |  |
|                       |   | …                     | …                    |  |  |       |  |  |                     |  |  |                    |  |
| Tomasina Morosini     |   | …                     |                      |  |  |       |  |  |                     |  |  |                    |  |
|                       |   | …                     | …                    |  |  |       |  |  |                     |  |  |                    |  |
|                       |   | …                     | …                    |  |  |       |  |  |                     |  |  |                    |  |
|                       |   | …                     | …                    |  |  |       |  |  |                     |  |  |                    |  |
| Agnese Cornaro        |   | …                     |                      |  |  |       |  |  |                     |  |  |                    |  |
|                       |   | …                     | …                    |  |  |       |  |  |                     |  |  |                    |  |
|                       |   | …                     | …                    |  |  |       |  |  |                     |  |  |                    |  |
|                       |   | …                     | …                    |  |  |       |  |  |                     |  |  |                    |  |
|                       |   | …                     |                      |  |  |       |  |  |                     |  |  |                    |  |

## Discendenza
Per quel che risulta noto sulla base delle fonti a disposizione, la prima moglie di Andrea, Fenenna di Cuiavia (morta nel 1295), diede alla luce una figlia, Elisabetta di Töss, nel 1291 o 1292. Nel 1298 Elisabetta fu promessa in sposa a Venceslao, l'erede di Venceslao II di Boemia, ma il fidanzamento fu rotto nel 1305. La nobildonna trascorse il resto dei suoi anni nel convento domenicano di Töss, dove morì dopo essersi fatta suora il 5 maggio 1338. Elisabetta fu in seguito beatificata e tutt'oggi viene venerata a Töss, nell'odierna Svizzera. La seconda moglie di Andrea, Agnese d'Asburgo, nacque nel 1280. Pur essendo vissuta più a lungo del marito, non si risposò e morì nel monastero delle clarisse di Königsfelden (nel moderno comune di Windisch) nel 1364.